# Kaupang (Begriff)

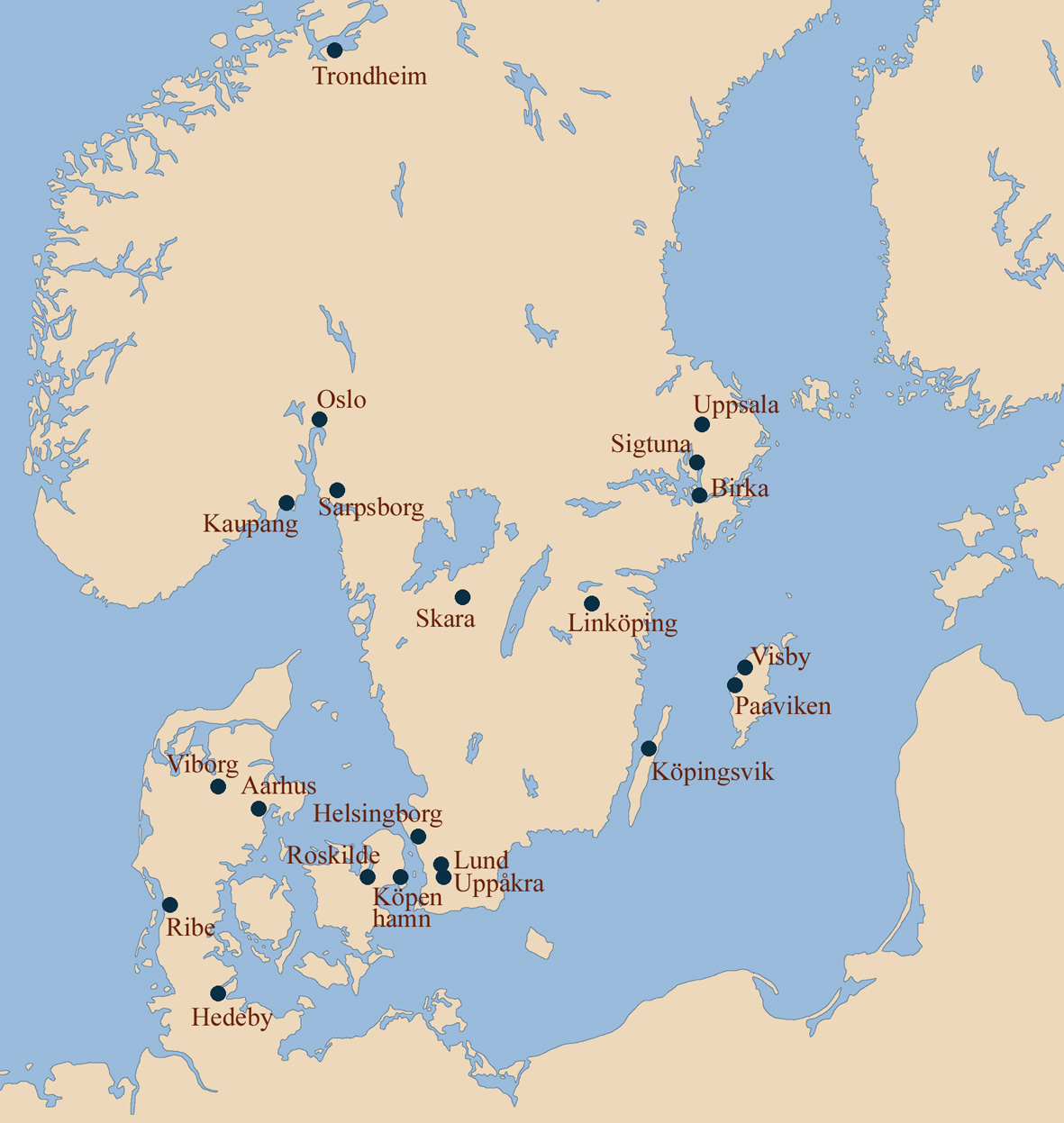
Handelsplätze der Wikingerzeit

Kaupang (altnordisch: kaupangr)  ist eine Bezeichnung für mehrere historische Siedlungen in Norwegen, in denen Handel getrieben wurde. 
Nach Ansicht einiger Historiker und Archäologen wurden in Orten mit dem Titel Kaupang, im Unterschied zu reinen Handelsplätzen, Waren produziert und Handwerk betrieben. Dazu zählt beispielsweise die Schuh- und Lederwarenproduktion. Nach dieser Definition befinden sich Kaupanger in der städtebaulichen Entwicklung zwischen reinen Handelsplätzen und Städten. Sie zeichnen sich durch feste, ganzjährige Ansiedlungen aus. Daher sind Kaupanger durch schriftliche Quellen und archäologische Funde besser dokumentiert, als Handelsplätze. In der Kulturschicht solcher Siedlungen konnten Grabungsfunde und Überreste von Häusern nachgewiesen werden. Viele Kaupanger entwickelten sich zu Städten weiter. 
Kaupanger entstanden oft an wichtigen Handelsplätzen und entwickelten sich durch Zunahme des Handels an diesen Orten. Eine mögliche Ursache dafür ist das Bevölkerungswachstum in der Wikingerzeit. Die Produktion von Waren benötigte darüber hinaus oft eine längere Zeit,  manchmal einen ganzen Winter lang, was wiederum zu festen Wohnsitzen und Lagerhäusern führte. Doch Kaupanger konnten nicht allein von der Produktion und dem Handel leben. Für Viele waren Ackerbau, Viehzucht und Fischfang die wichtigste Lebensgrundlage, besonders in der Wikingerzeit. Nur Schlüsselpersonen wie Gerber, Schmiede und Schiffsbauer konnten sich zu dieser Zeit Lebensmittel dazu erwerben.
Die ältesten bisher bekannten Kaupanger in Norwegen sind Skiringssal-kaupangen in Vestfold, Lusakaupanger und Borgundkaupangen im Vestlandet. Viele entstanden während der Wikingerzeit und dem Mittelalter und sind noch nicht näher untersucht. Weitere Kaupanger sind unter anderem Steinkjer in Trøndelag und Koppang im Østerdalen.